# Infurcitinea tribertii
Infurcitinea tribertii är en fjärilsart som beskrevs av Reinhardt Gaedike 1983. Infurcitinea tribertii ingår i släktet Infurcitinea och familjen äkta malar. Inga underarter finns listade i Catalogue of Life.